# CD1
CD1 (分化簇1）是分布于不同抗原提呈细胞（APC）表面的一类糖蛋白，在人类，其编码基因位于1号染色体。这类蛋白质分子与MHC1（第一类主要组织相容性复合体）有同源关系，参与将脂质抗原提呈给T淋巴细胞。然而，CD1的确切作用至今仍不明确。